# Fotografia digitale
La fotografia digitale è un procedimento per l'acquisizione di immagini statiche, proiettate attraverso un sistema ottico, su un dispositivo elettronico (sensore) sensibile alla luce, con successiva conversione in formato digitale e immagazzinamento su supporto di memoria.
I metodi più comuni per ottenere fotografie digitali consistono nell'effettuare la scansione di un'immagine precedentemente stampata, oppure sotto forma di negativo o diapositiva, con uno scanner d'immagini oppure di effettuare uno scatto con una fotocamera digitale.

Golden Gate Bridge, animazione. Risultato di prima e dopo il ritocco

## Sensori

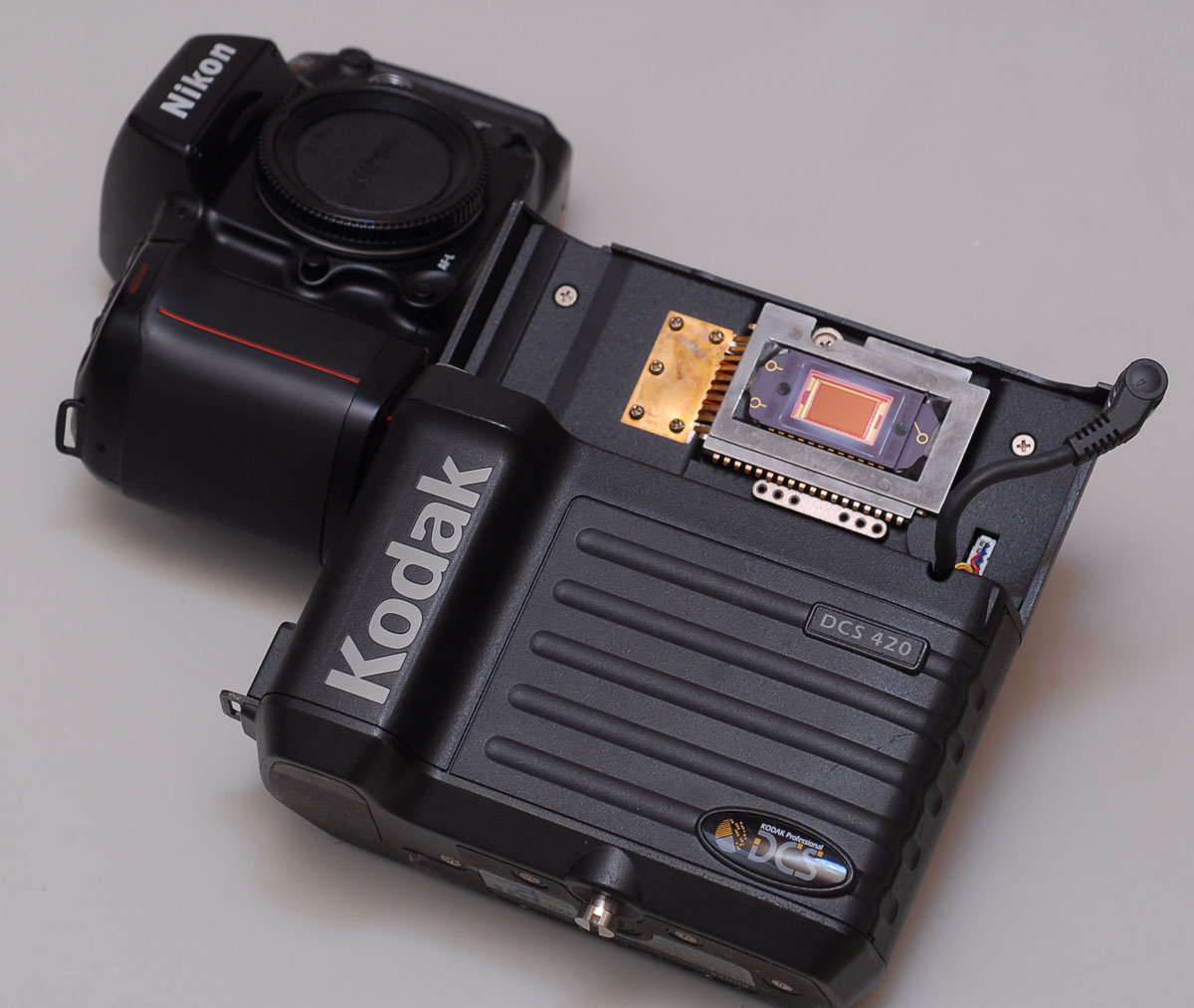
Dorso digitale Kodak con sensore CCD, per reflex 135

Per ottenere un'immagine digitale, in ogni caso, occorrono un certo numero di dispositivi in grado di trasformare l'intensità di luce riflessa proveniente da diverse parti di una scena o di un'immagine cartacea. Dunque, sia in uno scanner, sia in una fotocamera, l'elemento in grado di svolgere questa funzione è il sensore, il quale ha forma diversa a seconda si tratti di scanner o fotocamera digitale.
La funzione che svolge il sensore all'interno di una fotocamera digitale è analogo a quello che svolge la pellicola nella fotografia tradizionale. Da questo si comprende agevolmente come la parte ottica di focalizzazione dell'immagine sulla superficie del sensore mantenga, nella fotografia digitale, un ruolo centrale, essendo responsabile della risoluzione delle immagini che si ottengono e contribuendo alla loro qualità. La tecnologia con la quale i sensori possono essere realizzati è riconducibile, sia nelle fotocamere, sia negli scanner, a due tipologie diverse:
- CCD (Charge Coupled Device)

Effetti ("distortion array") dati dal campionamento "Linear array"

- CMOS (Complementary Metal Oxide Semiconductor).

Va tuttavia notato che negli scanner è largamente diffusa l'adozione della tecnologia CCD. Altro fattore di distinzione delle tecnologie è la metodologia di lettura dei segnali elettrici in uscita dai sensori:
- Area array, permette una capacità nella cattura dell'immagine identica alla foto analogica, soluzione che può essere utilizzata con i sensori CCD
- Linear array, dovendo riprendere la scena riga per riga si ha il difetto dell'effetto "distortion shutter", soluzione che può essere utilizzata con i sensori CCD o CMOS
- Pixel array, dovendo riprendere la scena pixel per pixel e riga per riga si ha il difetto dell'effetto "distortion shutter" in modo ampliato, soluzione che può essere utilizzata con i sensori CMOS

In estrema sintesi, un sensore area array legge l'intera immagine, mentre un sensore linear array lavora con modalità simile a quella di uno scanner.

## Funzionalità e connettività
Fatta eccezione per alcuni modelli del tipo linear array (in fascia alta) e per le webcam (in fascia bassa), viene utilizzata una memoria digitale (di solito una scheda di memoria; i floppy disk e i CD-RW sono molto meno comuni) per memorizzare le immagini, che possono essere trasferite su PC in seguito.
La maggior parte delle macchine fotografiche digitali permettono di realizzare filmati, talvolta con sonoro. Alcune possono essere utilizzate anche come webcam, altre supportano il sistema PictBridge per connettersi direttamente alle stampanti, altre ancora possono visualizzare le fotografie direttamente sul televisore. Quasi tutte includono una porta USB o FireWire port e uno slot per schede di memoria.
Praticamente tutte le macchine fotografiche digitali permettono di registrare video, ovviamente limitate alla memoria disponibile. Una scheda di memoria da 1 GB può memorizzare approssimativamente un'ora di video in formato MPEG-4 in bassa risoluzione, a 640x480 pixel. I modelli più recenti possono catturare fotogrammi ad una frequenza di 60 immagini/secondo con una risoluzione pari al Full HD, cioè di 1920x1080 pixel o addirittura superiore. Un filmato di 1 ora in Full HD e audio stereo può arrivare ad occupare oltre 16 GB di memoria (variabile a seconda della compressione effettuata dalla fotocamera). La maggior parte possono registrare l'audio, spesso anche in stereo, ed essere comandate in remoto dal PC, e ovviamente, memorizzare i video sull'hard disk o su DVD tramite il masterizzatore.
Nei paragrafi che seguono la discussione verterà primariamente sulla fotografia digitale come prodotto di riprese con fotocamera digitale.

## Prestazioni
La qualità dell'immagine prodotta da una fotocamera digitale, è sempre la somma di svariati fattori. Il numero di pixel (di solito indicato in megapixel, ossia milioni di pixel) è solo uno dei fattori da considerare, sebbene sia quello più marcato dalle case di produzione e non sia un vero indice di qualità. Un indice di qualità può essere la dimensione del pixel o anche la velocità di cattura delle immagini, ed un ruolo strettamente collegato a quest'ultima prestazione, lo svolge il processore d'immagine, un microcalcolatore dedicato alla elaborazione dei dati provenienti dal sensore che permette la fruibilità dell'immagine per la visione nei vari formati che la fotocamera può realizzare. A questa funzione vanno annesse anche quelle di governo degli automatismi di funzionamento della fotocamera stessa e in concorso col sensore, che può essere integrata nello stesso processore o, separatamente, in un altro processore.
Il fattore più critico è comunque il sistema che trasforma i dati grezzi (raw data) in un'immagine fotografica. Ma da considerare vi sono anche:
- la qualità delle ottiche: distorsione (aberrazione sferica), luminosità, aberrazione cromatica... (vedi Lente o Obiettivo fotografico)[8];
- il sensore utilizzato: CMOS, CCD, che fra l'altro gioca un ruolo centrale nella ampiezza della gamma dinamica delle immagini catturate[9], sul modo in cui viene catturata l'immagine (acquisizione simultanea o acquisizione a scansione progressiva)[10]...
- il formato di cattura: numero di pixel, formato di memorizzazione (Raw, TIFF, JPEG, ...)[11]:
- il sistema di elaborazione interno: memoria di buffer, algoritmi di elaborazione immagine[12].

### Numero di pixel e qualità delle immagini

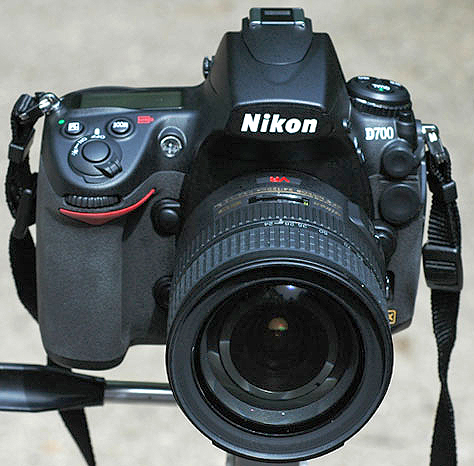
Nikon D700, 12,1 megapixel, anno di produzione: 2008, un esempio di macchina fotografica digitale con obiettivi intercambiabili

L'analisi del rapporto fra numero di pixel e qualità delle immagini è uno dei temi centrali, per capire quali sono gli elementi che danno valore ad una fotocamera digitale ed alle fotografie da essa prodotte. 
Il numero dei pixel del sensore è un parametro che indica la risoluzione e può essere dato sia come misura «lato per lato», che come quantità totale dell'area, e in un certo modo, ciò può essere usato come indicatore del più piccolo dettaglio fotografabile. Ma per valutare la qualità complessiva dell'immagine, servono altri fattori, come ad esempio la dimensione spaziale del pixel e la fedeltà cromatica, senza tralalsciare l'elettronica che lo regola. 
Il numero totale di pixel, di un sensore o di una immagine, viene calcolato come l'area di un rettangolo, base per altezza e generalmente misuata in megapixel. Ad esempio, 1,92 megapixel (equivalenti a 1 920 000 pixel) sono il risultato di 1600x1200 pixel. Il megapixel, letteralmente "milioni di pixel" è un multiplo del pixel (mega=1 milione), unità di misura adeguata ed utile a comprendere la quantità totale di pixel presenti nel sensore. Il valore indicato è comunque nominale, approssimativo e arrotondato, in quanto una parte dei pixel (in genere quelli periferici del sensore) servono al processore d'immagine per avere informazioni sul tipo di esposizione (ad esempio sulla luminosità della scena) e ricoprono in pratica il ruolo di "pixel di servizio". Dunque, un sensore può essere dotato di 9,20 megapixel, ma registrare immagini di 9,10 megapixel (senza approssimazione i valori potrebbero essere 9.106.944 pixel, che corrispondono ad un'immagine di 3.488 x 2.616 pixel). La maggior parte delle macchine fotografiche digitali, tendono ad avere un rapporto d'aspetto 3:2 come il formato Leica, ma è possibile che alcune macchine usino il formato 4:3, e rarissimamente il 16:9, perlopiù le compatte con sensori di derivazione video. In vari modi è possibile riprende le fotografie selezionando il formato, indipendentemente da quello nativo del sensore, e quelli più usati sono, 1:1, 4:3, 3:2 e 16:9, più qualche altro formato panoramico, in base al software della fotocamera.

### Photosite e pixel / Sensore e immagine
Come anticipato sopra, occorre fare delle distinzioni concettuali fra alcuni elementi che costituiscono il sensore per analizzare alcuni fattori di qualità della fotografia digitale ed anche per capire il sistema fotografico digitale. Pertanto le descrizioni che seguono relative a photosite, elemento unitario fotosensibile (o photodetector') e pixel si ritengono necessarie per chiarire, sia la modalità di funzionamento dei vari tipi di sensori usati in fotografia digitale, sia per evitare confusione e quindi fraintendimenti sulla reale risoluzione delle immagini prodotte con i vari sensori. La risoluzione è infatti uno dei fattori più evidenziati nelle caratteristiche delle fotocamere digitali, ma dalla analisi delle caratteristiche tecniche, sia di fotocamere, sia specificamente di sensori, questa distinzione non è sempre chiaramente ed univocamente dichiarata.
Nelle specifiche tecniche, probabilmente per ragioni di marketing, non distinguere pixel da photodetector consente di indicare valori numerici maggiori, fatto, questo, che forse si ritiene abbia più efficacia in termini di comunicazione commerciale. Infatti viene nascosto al cliente la dimensione del sensore, pubblicizzando il numero di pixel che sono così fitti da essere più piccoli di un'onda di luce, ciò causa una perdita di qualità in presenza di luce scarsa nei sensori più piccoli e più finemente suddivisi. Ciò spiega la notevole differenza di prezzo e qualità d'immagine, specie con luce scarsa, fra le fotocamere compatte col sensore più piccolo, e le fotocamere con sensore più grande, di pari pixel.

#### Il photosite
Per comprendere i fattori che determinano la qualità delle immagini dal punto di vista del sensore occorre considerare specifici elementi tecnologici dei sensori che impongono la introduzione del concetto di "photosite" che può essere definito come "luogo di cattura del più piccolo dettaglio dell'immagine".

#### Distinzione fra pixel e photosite
Il pixel è un concetto informatico, che appartiene quindi alla categoria del software e il suo contenuto informativo è un gruppo di dati che descrive le caratteristiche cromatiche del più piccolo dettaglio dell'immagine.
Il "photosite", invece, è un luogo fisico, appartenente quindi alla categoria dell'hardware. Si tratta dunque di uno spazio con uno o più elementi fotosensibili a semiconduttore che sono in grado di trasformare un flusso luminoso in una determinata quantità di cariche elettriche. Nel photosite inoltre è presente generalmente un microscopico sistema ottico che sovrasta il photodetector formato da un piccolo cristallo con forma a calotta quasi-sferica avente la funzione di catturare la maggior parte di luce possibile di quella incidente sulla superficie del sensore. Talvolta questo cristallo (o resina trasparente) è un elemento unitario colorato "R" o "G" o "B" del cosiddetto C.F.A. (Color Filter Array) (che può essere il filtro Bayer, RGBE, RYYB, CYYM, CYGM, RGBW Bayer, X-Trans, Quad Bayer, RYYB Quad Bayer, Nonacell), che in alcuni casi si possono reinterpretare (remosaic) per passare da un sistema all'altro.
Il photosite è inoltre la parte unitaria di un luogo più ampio che è chiamato generalmente sensore. Le caratteristiche del photosite permettono di capire, sia dal punto di vista elettrico, sia da quello ottico, il modo con cui vengono catturati i singoli elementi che formano le immagini.

#### L'elemento unitario fotosensibile (fotorivelatore)
La funzione dell'elemento fotosensibile (chiamato anche fotorivelatore) è quella di trasformare un flusso luminoso in un segnale elettrico di intensità proporzionale alla intensità del flusso luminoso in quel punto. In entrambe le tecnologie (CCD e CMOS) l'elemento unitario fotosensibile riesce dunque a registrare solamente livelli di intensità di luce monocromatica.
Poiché ogni colore può essere riprodotto dalla mescolanza di tre componenti primarie della luce (rosso, verde, blu – RGB), dall'elemento unitario fotosensibile occorre ottenere un segnale elettrico relativo alla componente R o alla componente G o a quella B. Questo lo si ottiene filtrando la luce che investe l'elemento fotosensibile con filtri ottici in modo che su di esso giunga solamente la componente desiderata. Questo principio vale per tutte le tecnologie costruttive e per tutte le tipologie di sensori.
Nelle fotocamere digitali possiamo trovare sensori aventi photosite che hanno un solo fotorivelatore, due o tre fotorivelatore. Poiché ogni pixel, come si può comprendere nel paragrafo successivo, deve contenere informazioni, dati, su ognuna delle tre componenti primarie della luce, è evidente che se in un photosite si trova un solo fotorivelatore, occorrerà calcolare per interpolazione cromatica i dati relativi alle due componenti mancanti; se nel photosite vi sono tre fotorivelatori ogni componente monocromatica primaria sarà rilevata e nulla andrà calcolato.
Vi è al momento un particolare tipo di sensore il Super CCD SR a marchio Fuji che ha due fotorivelatori specializzati in ogni photosite. Questi però non catturano due componenti cromatiche diverse, ma due intensità diverse di flusso luminoso della stessa componente cromatica. In questi sensori – dotati di Color Filter Array (C.F.A.) – l'effetto che si ottiene con una tale struttura dei photosite è quello di avere una gamma dinamica maggiore nelle immagini catturate.

#### Il pixel
I dati dell'immagine finale sono composti dai dati elementari dei singoli pixel. Per comprendere come viene formata l'immagine finale, occorre innanzitutto spiegare per quale ragione, riconducibile a fenomeni fisici, i pixel possono descrivere le caratteristiche cromatiche (il colore) di quel dettaglio dell'immagine.
Va premesso che un modo per riprodurre qualunque colore nello spettro della luce visibile (dal rosso cupo al violetto) è quello di proiettare tre raggi di luce relativi alle tre componenti monocromatiche ROSSE (R), VERDI (G) E BLU (B) dosandoli adeguatamente in intensità per ottenere il colore voluto (una bassa intensità di ogni componente primaria tende al nero, un'alta intensità tende al rispettivo colore saturo R, G o B). Questo metodo di sintetizzare i colori (ogni colore) con la luce si chiama mescolanza o sintesi additiva e si attua con i tre colori primari della sintesi additiva (RGB: Rosso-R Verde-G Blu-B). Quando invece si ha a che fare con mescolanza di pigmenti (inchiostri, quindi, non luce) si parla di sintesi o mescolanza sottrattiva ed i tre colori base sono CMYK, ovvero Ciano (C), Magenta (M) e Giallo (Y), che sono i tre colori complementari del Rosso Verde e Blu. La sintesi sottrattiva è quella usata in stampa (anche domestica) dove si aggiunge inoltre un inchiostro con un colore chiave (K=key), il nero, per compensare le inevitabili impurità di colore dei tre pigmenti CMY al fine di migliorare la fedeltà cromatica delle tonalità scure delle immagini. Un file di immagini destinato alla fruizione su monitor (pubblicazione su internet) o su dispositivi di proiezione avrà dunque uno spazio dei colori diverso da un file di immagini destinato ad una tipografia che stampa in quadricromia. Nel primo caso lo spazio colore sarà RGB, nel secondo sarà CMYK.
Lo spazio colore è un modello matematico che descrive le possibilità di riprodurre in modo percepibile dall'occhio umano tutte le tonalità della luce visibile, vi sono dunque spazi colore diversi per diversi dispositivi che possono riprodurre i colori. Per quanto riguarda l'RGB si ha la variante sRGB e la variante AdobeRGB che differisce dalla prima per la sua capacità di rappresentare una gamma cromatica più ampia.
Le fotocamere digitali producono normalmente immagini con una delle varianti RGB. I sistemi professionali di elaborazione delle immagini hanno tuttavia la possibilità di convertire fedelmente dei file di immagini digitali da uno spazio colore ad un altro. Per consentire la formazione di un'immagine fotografica digitale fedele, ogni pixel deve contenere quindi informazioni (dati) su ognuna delle tre componenti RGB.
Quella che segue è la rappresentazione della struttura dei dati binari all'interno di un pixel RGB per un'immagine avente profondità colore 24 bit:
Per valori numerici elevati di ogni canale cromatico, tendenti cioè al valore decimale 255, si ha la massima intensità del rispettivo colore saturo, mentre valori decimali su ogni canale tendenti a zero corrispondono a colori di ogni canale tendenti al nero. Valori numerici del singolo pixel "0 R, 0 G, 0 B" corrispondono ad un pixel rappresentante il nero; valori "255 R, 255 G, 255 B" corrispondono ad un pixel rappresentante il bianco.
I dati binari del pixel RGB nel caso sopra riportato sono composti da tre byte in totale (=24 bit, il dato della profondità colore ha qui la sua origine). Questo corrisponde ad un byte per ogni canale colore. Nel caso il pixel appartenga ad un file di tipo CMYK esso sarà composto in totale da quattro byte (=32 bit, pari a un byte per ogni canale colore).
Nel caso di immagini campionate a 16 bit, invece che a 8 bit, come nel caso esposto, la struttura dei dati binari del pixel prevederà la presenza di due byte (=16 bit) per ogni canale colore, così che il pixel di un file RGB sarà composto da 48 bit in totale. In altri termini si può parlare, in questo caso, di pixel per formare un'immagine con profondità colore di 48 bit.

#### Il pixel nelle periferiche di input e di output
Le caratteristiche del pixel permettono quindi, acquisendo molti pixel, di comporre i dati necessari a formare l'intera immagine per mezzo di periferiche di output come monitor, stampanti, ecc.
Come si è visto nelle periferiche di input (come le fotocamere e gli scanner) l'elemento hardware elementare di acquisizione dei dati del pixel è il photosite, mentre nelle periferiche grafiche di output, l'elemento hardware elementare, complementare al photosite, che riproduce i dati del pixel, è chiamato dot ("punto" in inglese). I dots che vanno a formare l'immagine saranno costituiti fisicamente in modo diverso a seconda che si tratti di un monitor CRT o LCD, così come sarà ancora diverso se si tratta di una stampante laser o inkjet o di qualunque altra periferica, così come diversi saranno i procedimenti di formazione del pixel e dell'immagine finale usati nei vari tipi di periferiche di output.

## Sistemi di acquisizione
Nelle fotocamere digitali sono sostanzialmente tre i metodi con cui si forma l'immagine:
1. quello dei sistemi basati sul color filter array – CFA
2. quello dei sistemi basati sui sensori a marchio Foveon
3. quello dei sistemi basati sui sensori Fujifilm "Super CCD SR" con CFA

### Sistemi con CFA
Nei sistemi con color filter array (con Filtro Bayer RGB o RGB-E) - che possono essere costruiti sia in tecnologia CCD o C-MOS – ogni photosite ha un solo elemento fotosensibile e cattura una sola delle tre componenti (o R, o G, o B), in questo modo le altre componenti di ogni pixel devono essere calcolate dal processore d'immagine attraverso una procedura di interpolazione. Così il prodotto finale di una fotocamera per es. da 3,4 megapixel è un file con 3,4 megapixel dove ogni pixel ha le tre componenti RGB, ma una è realmente catturata dall'elemento fotosensibile e due calcolate. Un approfondimento sul funzionamento di questi sensori si trova alla voce correlata Raw. Per chiarire invece le diverse modalità di interpolazione adottate in fotografia digitale si rimanda al paragrafo interpolazione della voce correlata Fotocamera digitale.

### Sistemi basati su Foveon
I sistemi sono basati su un sensore a cattura d'immagine diretta. Questo è costruito con tecnologia CMOS dalla FOVEON e denominato X3. Questo è il suo funzionamento: ogni photosite, formato da tre fotorilevatori, fornirà successivamente i tre dati cromatici che daranno origine al pixel. In questo modo il photosite fornisce le tre componenti del modello di colore RGB. Questo è possibile, grazie alla costruzione dei fotorivelatori su tre layer (strati) per ogni photosite il quale fornirà i dati per ogni pixel che comporrà l'immagine finale. Quindi, si tratta di un sensore da 4,64 Mpixel, con una risoluzione d'immagine di 2640 x 1760 pixel), prodotta però da un sensore con 14,1 milioni di fotorivelatori collocati in 4,64 milioni di photosite (4,64 M X 3 = 14,1 milioni di fotorivelatori. Il sensore X3 non è fornito di filtro infrarossi come invece succede negli altri sensori che ne implementano uno direttamente sulla superficie dello stesso sensore. La componente infrarossa della scena viene dunque filtrata collocando un filtro IR rimovibile dietro la lente. Questo quindi può essere rimosso per fare fotografie ad infrarossi.

### Sistemi basati su sensori Fujifilm "Super CCD SR" con CFA
I sensori FUJI "Super CCD SR" sono dotati di color filter array, quindi ogni photosite cattura un'immagine monocromatica, ma all'interno vi sono ugualmente due elementi fotosensibili:
- uno di forma ottagonale, più grande rispetto al secondo, per catturare tutta la luce possibile incidente sull'elemento fotosensibile. Per questi fattori costruttivi questo fotorivelatore è molto sensibile e quindi cattura con ridotto rumore di fondo le luci di bassa intensità. Questo significa poter distinguere gradazioni diverse di intensità luminosa anche per luci molto basse, distinguendole così anche dai disturbi causati dal rumore elettronico del fotorivelatore;
- ed un altro di dimensioni più ridotte rispetto al primo per garantire una buona risposta anche in presenza di luci molto alte, il che significa poter distinguere gradazioni diverse di intensità anche per luci molto intense.

Questo accorgimento è stato studiato per consentire di ottenere immagini con una dinamica molto più elevata rispetto ad altri sensori, il che significa avere immagini con sfumature distinguibili su una maggiore estensione di luminosità rispetto ad altri sensori. L'effetto finale è che in una stessa scena si possono distinguere così contemporaneamente, sia le sfumature delle zone scure della scena ripresa, sia quelle più luminose. Con questi sensori le immagini catturate con 12 milioni di elementi fotosensibili producono immagini con una risoluzione di 6 megapixel. La Fujifilm nelle specifiche tecniche del sensore parla di 12 milioni di pixel (per una risoluzione finale delle immagini di 6 megapixel), ma nelle descrizioni introduce il concetto di photosite.

## Fedeltà cromatica – profondità colore
La percezione della qualità cromatica delle immagini dipende da più elementi:
- La fedeltà con la quale vengono catturati e registrati i dati di colore delle immagini. Questi sono compresi nel cosiddetto "spazio colore" adottato (sRGB o AdobeRGB) ed anche la diversa ampiezza dei due spazi colore può condizionare la fedeltà cromatica dell'immagine registrata.
- La fedeltà dei colori dipende comunque in modo rilevante anche dalla profondità colore con cui è registrato un file. Questo è un parametro che indica il dettaglio cromatico cioè l'intervallo minimo possibile fra due gradazioni di colore. Maggiore è la profondità colore (che si indica in bit), minore è l'intervallo fra due gradazioni di colore contigue. La trattazione più dettagliata relativa alla profondità colore si trova nella voce correlata Raw.
- La fedeltà dei colori registrati è sempre percepita attraverso il lavoro di una periferica (monitor, stampanti, ecc). Finora infatti s'è parlato solamente della fedeltà con la quale le immagini vengono catturate, elaborate e registrate, ben sapendo tuttavia che la fedeltà della visualizzazione – e di conseguenza della percezione – deriva anche da altri fattori che dipendono dalla fedeltà con la quale le periferiche di output forniscono immagini visibili. Queste presentano problematiche diverse relativamente alla fedeltà cromatica come il gamut di visualizzazione inteso come area dello spazio colore riproducibile da quella periferica, e come la profilazione della periferica stessa attraverso l'uso dei profili colore ICC e ICM che in ultima analisi sono file di dati che permettono la correzione nella periferica del colore visualizzato. Ad esempio, se con determinati dati di colore presenti in un'immagine, la periferica non riesce a riprodurli fedelmente secondo l'originale fotografato, o secondo tabelle di riferimento cromatico oggettivo, il profilo colore apporterà le necessarie correzioni alla periferica perché con i dati cromatici di quel file si ottengano le giuste corrispondenze cromatiche nell'immagine da visualizzare.

## Fotografia computazionale
La fotografia computazionale si riferisce alle tecniche di acquisizione ed elaborazione di immagini digitali che utilizzano il calcolo digitale anziché i processi ottici. La fotografia computazionale può migliorare le capacità di una fotocamera o introdurre funzionalità che non erano affatto possibili con la fotografia basata su pellicola o ridurre il costo o le dimensioni degli elementi della fotocamera.

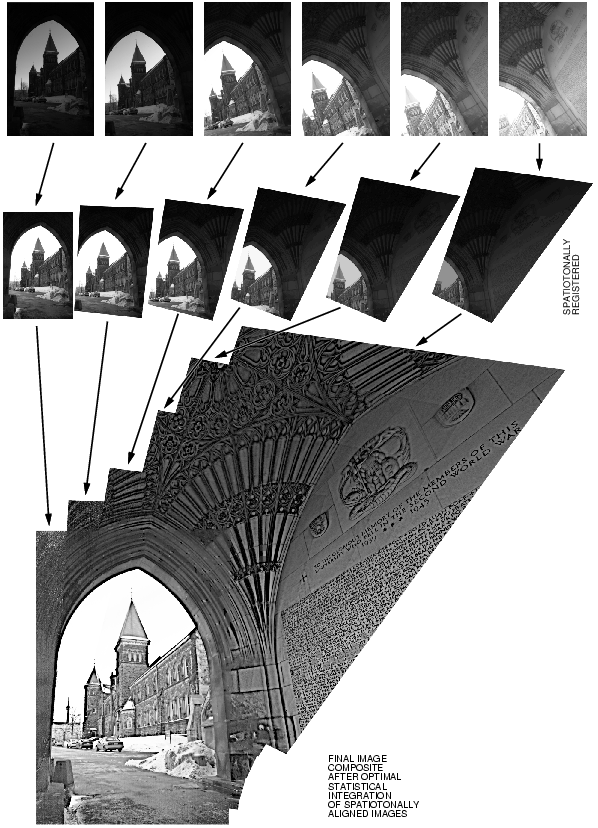
La fotografia computazionale offre diverse funzionalità. Questo esempio combina l'imaging HDR (High Dynamic Range) con le panoramiche (image-stitching), combinando in modo ottimale le informazioni provenienti da più immagini diversamente esposte di soggetti sovrapposti[23][24][25].
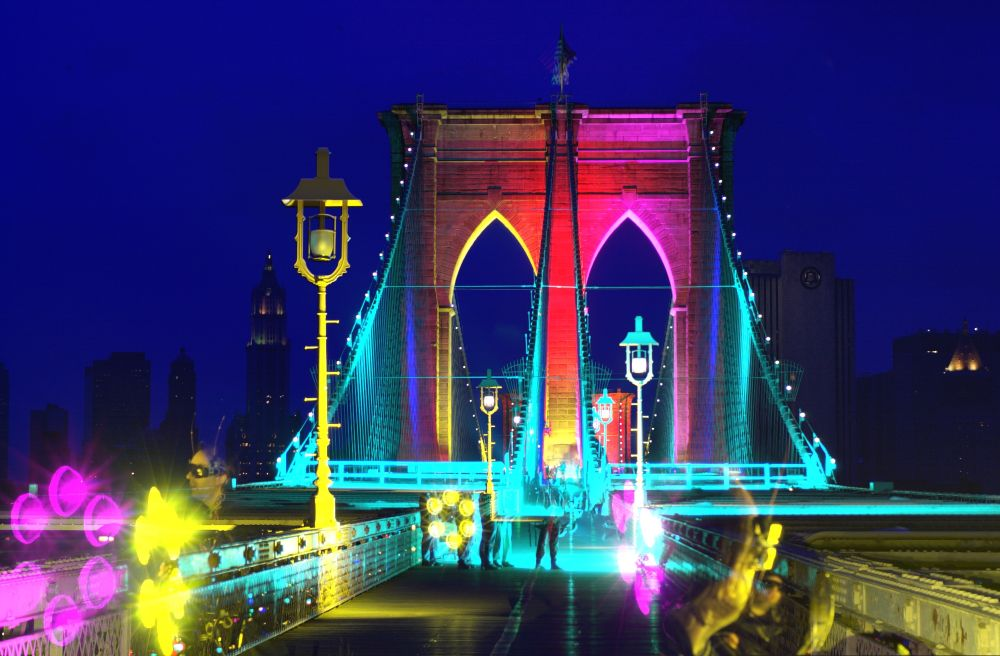
La fotografia computazionale indossabile è nata negli anni '70 e all'inizio degli anni '80 e si è evoluta in una forma d'arte più recente. Questa immagine è stata utilizzata sulla copertina del libro di testo John Wiley and Sons sull'argomento.
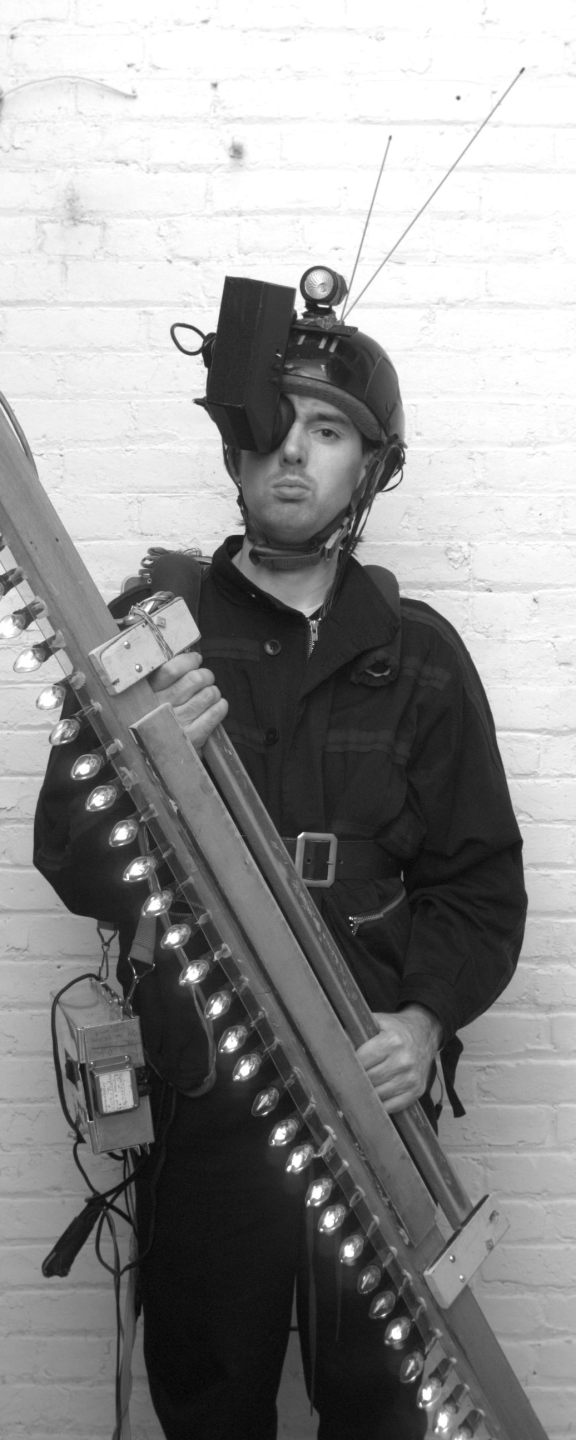
Un apparato fotografico computazionale indossabile del 1981.